# Dead Man's Draw
Dead Man's Draw یک بازی کارتی است که توسط Stardock ساخته و منتشر شده‌است. اولین بار برای iOS توسعه یافت و در ۸ اکتبر ۲۰۱۵ منتشر شد. سپس آن را به نسخه PC بازسازی کرد و در ۶ فوریه ۲۰۱۶ در Steam منتشر شد نسخه رومیزی بازی توسط MayDay Games منتشر شد و در ۱۱ آوریل ۲۰۱۵ منتشر شد.